# Rusty Joiner
Jason Russell Joiner (Montgomery, 11 dicembre 1972) è un supermodello e attore statunitense.

## Biografia
Nato a Montgomery, Alabama, e cresciuto a Atlanta, Georgia, ha studiato alla Georgia Southern University. È stato scoperto da un model scout ad Atlanta e ha trascorso gli anni successivi sfilando e posando a Milano, Parigi e in Sudamerica. Ha lavorato soprattutto come indossatore di biancheria intima e anche per Prada, Abercrombie and Fitch, Maybelline, American Eagle, Suzuki, Coca-Cola, Levi's, Jockey, Taco Bell, Budweiser e Powerade ed è apparso sulle copertine e le pagine di Men's Health, Vanity Fair, Cosmopolitan, Rolling Stone, Vogue Hommes e Men's Fitness fotografato da Bruce Weber, David LaChapelle e Annie Leibovitz.
Nel 2004 debutta al cinema nel film Palle al balzo - Dodgeball di Rawson Marshall Thurber al fianco di Ben Stiller e Vince Vaughn. Ha anche recitato la parte di Eddie in Resident Evil: Extinction (2007) di Russell Mulcahy al fianco di Milla Jovovich.

## Filmografia parziale

### Cinema
- Palle al balzo - Dodgeball (Dodgeball: A True Underdog Story), regia di Rawson Marshall Thurber (2004)
- The Commuters (2005)
- Idol, regia di Mike Heim e Christopher Long (2006)
- Resident Evil: Extinction, regia di Russell Mulcahy (2007)
- Absolute Evil: Final Exit, regia di Ulli Lommel (2009)
- Ragazze nel pallone - Lotta finale (Bring It On: Fight to the Finish), regia di Bille Woodruff (2009) - non accreditato
- Stuck in Love, regia di Josh Boone (2012)
- Last Ounce of Courage, regia di Darrel Campbell e Kevin McAfee (2012)
- Orc Wars (Dragonfyre), regia di Kohl Glass (2013)
- Four Senses, regia di Ruediger Von Spies (2013)
- Comportamenti molto... cattivi (Behaving Badly), regia di Tim Garrick (2014)
- My Teacher My Obsession, regia di Damián Romay (2017)

### Televisione
- Spin City - serie TV, 1 episodio (2000)
- CSI Miami - serie TV, 1 episodio (2004)
- E.R. - Medici in prima linea (E.R.) - serie TV, 1 episodio (2004)
- Dr. Vegas - serie TV, 1 episodio (2004)
- Bones - serie TV, 1 episodio (2005)
- Close to Home - Giustizia ad ogni costo (Close to Home) - serie TV, 1 episodio (2007)
- The Closer - serie TV, 1 episodio (2007)
- I giorni della nostra vita (Days of Our Lives) - soap opera, 2 puntate (2009)
- Melrose Place - serie TV, 2 episodi (2010)

## Doppiatori italiani
Nelle versioni in italiano dei suoi lavori, Rusty Joiner è stato doppiato da:
- Vladimiro Conti in CSI: Miami
- Francesco Pezzulli in The Closer